# Filip Stojković
Pour les articles homonymes, voir Stojković.
Filip Stojković (serbe : Филип Стојковић), né le 22 janvier 1993 à Ćuprija en République fédérale de Yougoslavie, est un footballeur international monténégrin évoluant au poste d'arrière droit dans le club autrichien du Buriram United FC. 

## Biographie

### En club
Le 12 juin 2017, il signe un contrat de deux ans avec son club formateur, l'Étoile rouge de Belgrade. Il prolonge ensuite son contrat le 18 décembre 2018, en s'engageant jusqu'au mois de juin 2022.
Avec le club de l'Étoile rouge de Belgrade, il atteint les seizièmes de finales de la Ligue Europa en 2018. Il dispute ensuite la phase de groupe de la Ligue des champions lors de la saison 2018-2019.

### En équipe nationale
Il reçoit sa première sélection en équipe du Monténégro le 29 mai 2016, en amical contre la Turquie (défaite 1-0 à Antalya). Il dispute ensuite quatre rencontres rentrant dans le cadre des éliminatoires du mondial 2018, avec notamment une victoire contre la Roumanie.

## Palmarès
- FK Čukarički :
  - Vainqueur de la Coupe de Serbie en 2015

- Étoile rouge de Belgrade :
  - Champion de Serbie en 2018 et 2019
  - Finaliste de la Coupe de Serbie en 2019